# آنی لمبرت
آنی لمبرت (انگلیسی: Annie Lambert؛ ‏ ۳ ژانویهٔ ۱۹۴۶) بازیگر اهل بریتانیا بود.
از فیلم‌ها یا مجموعه‌های تلویزیونی که وی در آن‌ها نقش داشته‌است، می‌توان به دکتر هو، سوئینی، فضا: ۱۹۹۹ و پوآرو اشاره نمود.